# TR-55
O TR-55, lançado em 1955, foi o primeiro rádio transistorizado da Sony, e o primeiro a ser fabricado no Japão. O uso de transístores permitiu que o dispositivo fosse muito menor do que os rádios de válvula a vácuo anteriores.

## História
Akio Morita e Masaru Ibuka, então operando sob o nome comercial Tokyo Tsushin Kogyo, vinham trabalhando em planos para introduzir um rádio transistorizado no mercado desde 1953. Quando o TR-55 foi lançado no Japão em agosto de 1955, foi o primeiro rádio transistorizado comercializado naquele país. O TR-55 apresentava o nome Sony, mas a empresa não mudou oficialmente o seu nome para Sony até janeiro de 1958.
No outono de 1955, Akio Morita encontrou-se com um representante da empresa de relógios Bulova na cidade de Nova Iorque. A Bulova concordou em encomendar dez mil unidades com a condição de colocarem o nome Bulova mas Morita recusou o acordo. Mais tarde, a Sony assinou um acordo com o importador nova-iorquino Adolph Gross para distribuir um modelo melhorado e ligeiramente mais compacto e, em março de 1957, o rádio transístor TR-63 da Sony tornaria-se o primeiro produto da Sony vendido nos Estados Unidos. O TR-63 não cabia nos bolsos da frente da camisa existente, então a empresa distribuiu camisas com bolsos expandidos para os vendedores para que eles pudessem alegar que o produto era "o primeiro rádio transístor de bolso do mundo".

## Especificações técnicas
Alimentado por quatro pilhas AA, o TR-55 usava um circuito super-heteródino incorporando dois estágios AF e cobria a banda de transmissão de onda média. O TR-55 usou os seguintes transístores:
- (1) 2T51 (oscilador-misturador)
- (2) 2T52 (para IF)
- (1) 2T53 (driver AF)
- (1) 2T12

Os cinco transístores do TR-55 foram projetados internamente pela Sony, a tecnologia foi licenciada pela Bell Labs. Isso fez da Sony a primeira empresa a produzir rádios transístores comerciais do zero. A empresa americana Regency havia lançado o seu rádio transistor Regency TR-1 no início de 1954, mas comprou os transistores da Texas Instruments. Foram usadas placas de circuito impresso, o que era incomum para a época.

## Especificações físicas
A grade do alto-falante era feita de alumínio perfurado e o seu design foi inspirado nos automóveis da Lincoln Motor Company da época. Embora não fosse tão compacto como originalmente planejado, o tamanho relativamente pequeno do TR-55 era uma novidade e atraiu a atenção dos consumidores japoneses.
- Altura: 14 centímetros
- Largura: 9 centímetros
- Espessura: 4 centímetros
- Peso: 560 gramas